# Die Perlen der Cleopatra
 (mars 2021).
Si vous disposez d'ouvrages ou d'articles de référence ou si vous connaissez des sites web de qualité traitant du thème abordé ici, merci de compléter l'article en donnant les références utiles à sa vérifiabilité et en les liant à la section « Notes et références ».
Die Perlen der Cleopatra (en français, Les Perles de Cléopâtre) est une opérette en trois actes d'Oscar Straus sur un livret d'Alfred Grünwald et Julius Brammer.

## L'histoire

### Premier acte
Tôt dans la matinée entre dans le palais de la reine égyptienne Cléopâtre le prince syrien Beladonis. Il vient sous un prétexte diplomatique. Il veut parler tout de suite à Cléopâtre. Pampylos, le premier ministre égyptien, tente de l'amadouer et annonce la venue de la reine. Elle n'a pas bien dormi, semble de mauvaise humeur et n'est pas inspirée par la politique. D'ailleurs, elle demande à son ministre ce que disent les étoiles. Le rusé Pampylos sait ce que veut entendre sa maîtresse et lui fait un bon horoscope.
Pendant ce temps, un autre étranger attend. Il s'agit de l'officier Silvius, venu apporter un message de Rome. Silvius est l'amant secret de Charmian, la dame de cour de Cléopâtre. Il arrive à voir Cléopâtre pour demander la main de sa dame. Mais quand elle voit le beau Romain, elle n'a qu'un désir : le voir à ses pieds. Elle le séduit et lui fait oublier Charmian. Maintenant, elle veut voir ce qu'il vaut. Elle met deux perles qui se dissolvent dans le vin qu'elle lui sert. Bientôt, Silvius exauce tous les vœux de Cléopâtre. Afin qu'il soit toujours avec elle, elle le nomme garde du palais.

### Deuxième acte
Beladonis ne comprend pas pourquoi Cléopâtre met tant de temps à venir. Pour que le prince ne soit pas en colère, Pampylos le conduit auprès d'une jeune fille afin de satisfaire ses désirs.
Bientôt, le Romain a d'autres préoccupations. La reine n'a pas été satisfaite par leur nuit. Il sent venir la revanche. Lorsqu'il apprend qu'une rébellion se prépare, il se joint aux conspirateurs. Cependant, la garde du palais parvient à éviter le coup d'État. Tous les rebelles sont incarcérés.

### Troisième acte
Pampylos annonce à la reine que le conquérant romain Marc Antoine vient d'entrer avec sa flotte dans le port. Il n'est plus question de garder Silvius prisonnier. Il est gracié et libéré.
Comme à César, la femme ne résiste pas au charme de Marc Antoine. Il accepte de la suivre et boit le vin dans lequel la reine a mis une de ses perles d'amour.

## Représentations
Die Perlen der Cleopatra a été conçu sur mesure pour la diva d’opérette Fritzi Massary. L'œuvre a été créée à Vienne en 1923, puis à Berlin en 1924.
Il faut attendre 2016 pour que Barrie Kosky monte de nouveau le spectacle au Komische Oper Berlin, dans une mise en scène à grand spectacle qui réunit Dagmar Manzel (Cleopatra), David Arnsperger (Silvius), Johanes Dunz (Beladonis), Talya Lieberman (Charmian), Stefan Sevenich (Pampylos), Peter Renz (Kophra / Marcus Antonius), avec le chœur et l'orchestre du Komische Oper, sous la direction musicale d'Adam Benzwi.

## Source, notes et références

### Traduction
- (de) Cet article est partiellement ou en totalité issu de l’article de Wikipédia en allemand intitulé « Die Perlen der Cleopatra » (voir la liste des auteurs).